# 朝日山 (茨城県)
朝日山（あさひやま）は、茨城県土浦市と石岡市との境に位置する標高301.8mの山（三等三角点「小野越峠」）。山脈状に連なる筑波連山南部の山の一つで、東に標高282mの朝日峠、西に標高262mの旧朝日峠（小野越峠）がある。山頂北側には筑波連山の稜線に沿って筑波パープルライン（表筑波スカイライン）が東西に走り、直下には茨城県道138号石岡つくば線の朝日トンネルが南北に貫いている。周辺は、水郷筑波国定公園に指定されている。
朝日峠から朝日山山頂周辺にかけては「朝日峠展望公園」として整備され、山頂には展望台が設置されている。山頂からは関東平野や霞ヶ浦、更には東京の高層ビル群や富士山も遠望できる。また、スカイスポーツの離陸場も設置されている。
朝日山の西側にある旧朝日峠は、地元では「小野越峠」と呼ばれており、平安時代の歌人小野小町が越えたという伝説が残されている。そのため、近年南麓の土浦市小野では「小野小町の里」として小町の館などの施設が建設され、麓から小野越峠や朝日峠展望公園、朝日山などへ到る登山道も整備された。また、小町の館を起点とする登山道の他、朝日山と併せて小町山、鬼越山、深間山、宝篋山など筑波連山の山々を稜線に沿って縦走する登山者も多い。